# بطولة باوليستا 1921
بطولة باوليستا 1921 ، الذي نظمته APEA (Associação Paulista de Esportes Atléticos)، هو الموسم العشرين من دوري كرة القدم الأعلى في ساو باولو. فاز باوليستانو باللقب للمرة الثامنة. وكان هداف البطولة هو آرثر فريدينرايش لاعب باوليستانو برصيد 33 هدفًا.